# Tvede
Tvede is een plaats in de Deense regio Midden-Jutland, gemeente Randers, en telt 218 inwoners (2007).